# باشگاه ملی گلف ترامپ (واشینگتن، دی.سی.)
باشگاه ملی گلف ترامپ (انگلیسی: Trump National Golf Club) یک باشگاه گلف خصوصی ۸۰۰ جریبی در لوز آیلند در پوتومک فالز، ویرجینیا است. این باشگاه بخشی از زنجیره باشگاه‌های گلف ترامپ در لس آنجلس، فیلادلفیا و بدمینستر است. این باشگاه دارای دو زمین گلف ۱۸ سوراخه است. این باشگاه دارای یک کلاب‌هاوس ۵۰٬۰۰۰-فوت-مربع (۴٬۶۰۰-متر-مربع)ی، یک استخر شنای ۸۲-فوت (۲۵-متر)ی، مرکز تنیس سرپوشیده و یک مرکز بدنسازی است.